# Le Fenouiller

Le Fenouiller este o comună în departamentul Vendée, Franța. În 2009 avea o populație de 4,284 de locuitori.